# صلح برسبورغ

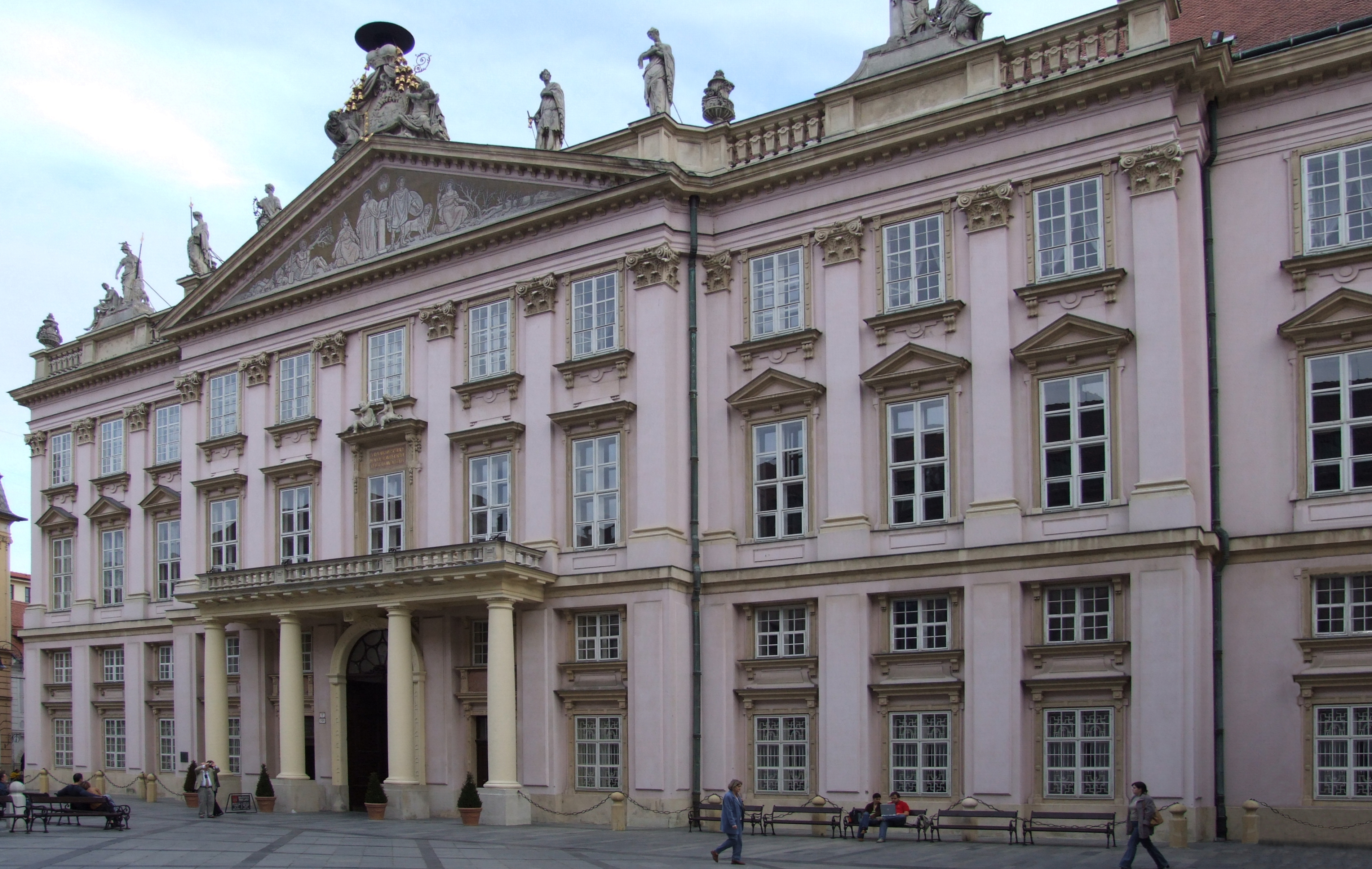

يشير صلح برسبورغ يشير إلى أربعة معاهدات سلام أبرمت في برسبورغ (الآن براتيسلافا في سلوفاكيا). أشهر هذه المعاهدات هو صلح برسبورغ الرابع عام 1805 أثناء الحروب النابليونية والذي أنهى حرب التحالف الثالثة.